# Kaniczki
Kaniczki is een plaats in het Poolse district  Kwidzyński, woiwodschap Pommeren. De plaats maakt deel uit van de gemeente Sadlinki en telt 290 inwoners.